# Walden (Colorado)
Walden település az Amerikai Egyesült Államok Colorado államában, Jackson megyében, melynek megyeszékhelye is. Lakosainak száma 606 fő (2020. április 1.).

## Népesség
A település népességének változása:

| 2010 | 608 |
| 2020 | 606 |